# Frederik Maurits van der Wulp
Frederik Maurits van der Wulp (ur. 13 grudnia 1818 w Hadze, zm. 27 listopada 1899 tamże) – holenderski entomolog, specjalizujący się w dipterologii.
Od 1843 roku do odejścia na emeryturę w 1893 roku pracował w holenderskim biurze audytowym (Nederlandse Algemene Rekenkamer). Na kolejne szczeble kariery awansował w 1846, 1848, 1854, 1869, 1879 i 1880 roku. 26 maja 1848 roku wziął ślub z Jeanne Louise Cornelią Brederhuysen. Mieli troje synów i jedną córkę. Od śmierci żony 11 sierpnia 1895 roku do swojej śmierci Wulp mieszkał ze swoją córką.
Wulp specjalizował się w badaniach muchówek. Pracował na zbiorach Natura Artis Magistra w Amsterdamie oraz Rijksmuseum van Natuurlijke Historie w Lejdzie. 12 października 1845 roku został jednym z założycieli Nederlandse Entomologische Verening. Od czerwca 1870 do czerwca 1894 roku był sekretarzem tego stowarzyszenia; w tym ostatnim roku wybrano go jego członkiem honorowym. W latach 1867–1894 był redaktorem naczelnym czasopisma naukowego Tijdscrift voor Entomologie.
Jego zbiory znajdują się w Rijksmuseum van Natuurlijke Historie w Lejdzie, Zoölogisch Museum w Amsterdamie oraz Muzeum Historii Naturalnej w Londynie.